# Boston Marathon 1946
De Boston Marathon 1946 werd gelopen op zaterdag 20 april 1946. Het was de 50e editie van de Boston Marathon. Aan deze wedstrijd mochten geen vrouwen deelnemen. De Griek Stylianos Kyriakides kwam als eerste over de streep in 2:29.27.
In totaal finishten er 33 marathonlopers.

## Uitslag
| rang   | naam                 | land | tijd    |
| ------ | -------------------- | ---- | ------- |
| Goud   | Stylianos Kyriakides | GRE  | 2:29.27 |
| Zilver | John A Kelley        | USA  | 2:31.27 |
| Brons  | Gérard Côté          | CAN  | 2:36.34 |
| 4      | Louis Gregory        | USA  | 2:37.23 |
| 5      | Albert Morton        | CAN  | 2:38.54 |
| 6      | Jack Kersnason       | USA  | 2:41.20 |
| 7      | Lloyd Evans          | CAN  | 2:43.02 |
| 8      | Charles Robbins Jr   | USA  | 2:43.59 |
| 9      | Ted Vogel            | USA  | 2:44.24 |
| 10     | Louis Young          | USA  | 2:44.48 |

1897 ·
1898 ·
1899 ·
1900 ·
1901 ·
1902 ·
1903 ·
1904 ·
1905 ·
1906 ·
1907 ·
1908 ·
1909 ·
1910 ·
1911 ·
1912 ·
1913 ·
1914 ·
1915 ·
1916 ·
1917 ·
1918 ·
1919 ·
1920 ·
1921 ·
1922 ·
1923 ·
1924 ·
1925 ·
1926 ·
1927 ·
1928 ·
1929 ·
1930 ·
1931 ·
1932 ·
1933 ·
1934 ·
1935 ·
1936 ·
1937 ·
1938 ·
1939 ·
1940 ·
1941 ·
1942 ·
1943 ·
1944 ·
1945 ·
1946 ·
1947 ·
1948 ·
1949 ·
1950 ·
1951 ·
1952 ·
1953 ·
1954 ·
1955 ·
1956 ·
1957 ·
1958 ·
1959 ·
1960 ·
1961 ·
1962 ·
1963 ·
1964 ·
1965 ·
1966 ·
1967 ·
1968 ·
1969 ·
1970 ·
1971 ·
1972 ·
1973 ·
1974 ·
1975 ·
1976 ·
1977 ·
1978 ·
1979 ·
1980 ·
1981 ·
1982 ·
1983 ·
1984 ·
1985 ·
1986 ·
1987 ·
1988 ·
1989 ·
1990 ·
1991 ·
1992 ·
1993 ·
1994 ·
1995 ·
1996 ·
1997 ·
1998 ·
1999 ·
2000 ·
2001 ·
2002 ·
2003 ·
2004 ·
2005 ·
2006 ·
2007 ·
2008 ·
2009 ·
2010 ·
2011 ·
2012 ·
2013 ·
2014 ·
2015 ·
2016 ·
2017 ·
2018 ·
2019 ·
2020 ·
2021 ·
2022